# Киностудия «Эдисон»
Киностудия «Эдисон», студия Эдисона (англ. Edison Studios) — американская продюсерская компания, основанная изобретателем и бизнесменом Томасом Эдисоном. С 1894 по 1911 год организация была составной частью «Производственной компании Эдисона» (Edison Manufacturing Company), а после этого вплоть до своего закрытия в 1918 году входила в «Томас Эдисон Инкорпорейтед» (Thomas A. Edison, Inc.). За время существования киностудия выпустила более 1200 немых кинокартин, 54 из которых были полнометражными.

## Студия
Коммерческий успех кинетоскопа, в течение нескольких лет остававшегося единственной в мире технологией «движущихся фотографий», побудил Томаса Эдисона поставить производство короткометражных кинороликов на поток.
Первой студией, где Эдисон снимал свои фильмы, стала «Чёрная Мария», построенная в 1893 году в Уест-Ориндже, штат Нью-Джерси. В 1901 году на 21-й Ист-стрит д. 41, на Манхеттене, было построено новое здание со стеклянной крышей, куда и переехало всё кинопроизводство. 

В 1907 году компании «Эдисон» запустила ещё две площадки на Декатур-Авеню и Оливер-Плэйс в Бронксе. Сам Эдисон не принимал участия в съёмках фильмов, оставаясь только владельцем студии. Управлял компанией вице-президент и генеральный менеджер Уильям Гилмор. Производством и дальнейшим совершенствованием оборудования руководил разработчик кинетографа Уильям Диксон. После его перехода в компанию «Мутоскоп и Байограф» в 1895 году директором был назначен бывший кинооператор Вильям Хейз. В 1896 году Хейза сменил Джеймс Уайт, проработавший на этом посту до 1903 года. После перевода Уайта на должность управляющего европейскими отделениями студии, кресло директора по очереди занимали Вильям Маркграф (1903—1904), Алекс Мур (1904—1909) и Хорэс Плимптон (1909—1915).

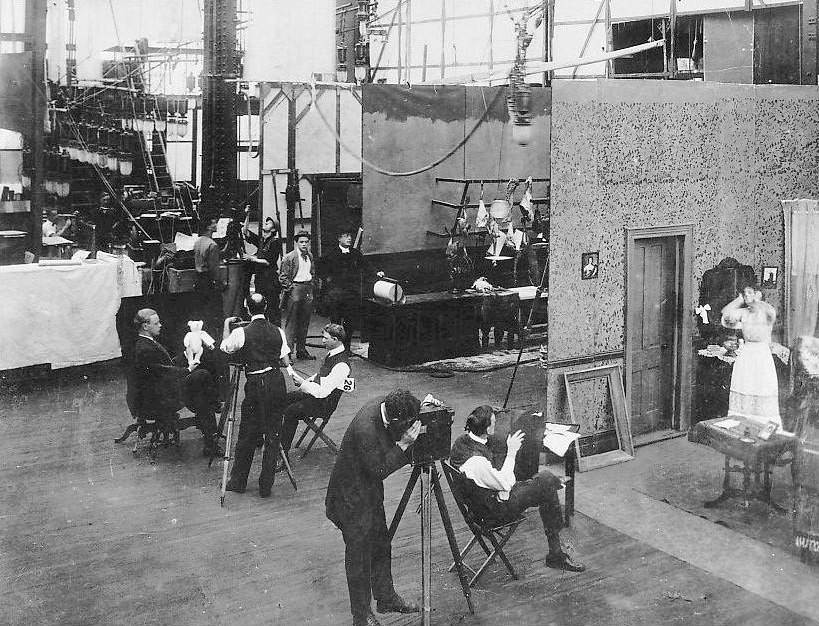
Съёмки в павильонах киностудии

Первые «злободневные» фильмы студии строились на самых разных документальных сюжетах от уличных акробатов до тушения пожаров. Однако конкуренция со стороны французских и британских киностудий в первом десятилетии XX века кардинально изменила положение на американском кинорынке. Уже в 1904 году 85 % продаваемых студией Эдисона фильмов были постановочными. Из них наиболее известны такие, как «Поцелуй», «Большое ограбление поезда» и «Франкенштейн». Киностудия также выпустила в 1913—1914 годах небольшое количество звуковых картин для кинетофона с использованием новейшей системы звукозаписи, способной качественно фиксировать речь на расстоянии до 10 метров.
В 1909 году Эдисон создал «Компанию кинопатентов», призванную противостоять экспансии иностранного кино и сосредоточить доходы от американского кинобизнеса, поскольку считал себя правообладателем всех патентов в области кинотехнологий на территории США.

### Картель «трест Эдисона»
В картель, также известный как «трест Эдисона», вошли крупнейшие американские кинопроизводители: «Байограф», «Вайтограф», «Зелиг», «Эссеней», «Любин», «Калем», а также местные филиалы французских — «Пате» и «Мельеса». Принятые в кинотрест компании получили фактически монополию на кинопроизводство и кинопрокат в пределах США в обмен на незначительные отчисления. Остальные киностудии были обязаны платить по полцента за каждый фут отснятой киноплёнки, а также оплачивать право проката своих картин. В стремлении противостоять диктату Эдисона представительства европейских студий организовали собственный союз International Projecting & Producing Company. Небольшие американские кинофирмы также отказались платить отчисления, объявив себя независимыми. На их сторону встал Апелляционный суд девятого округа США, оспоривший действия патентных ограничений Эдисона на территории западных штатов. В 1913 году «Компания кинопатентов» прекратила своё существование под давлением независимых киностудий и антимонопольного законодательства Шермана.
Закрытие кинотреста и потеря европейских рынков после Первой мировой войны подорвали финансовое благополучие всего кинобизнеса Эдисона, который был продан 30 марта 1918 года «Кинокомпании Линкольна и Паркера» в штате Массачусетс. В 2013 году одобрена новая торговая марка киностудии «Edison Studios LLC» со штаб-квартирой в Санта-Монике, штат Калифорния.

## Творчество

### Режиссёры, снимавшие на киностудии «Эдисон»
- Эдвин Стэнтон Портер
- Альфред Кларк
- Сирл Доули

### Фильмография
- 1890 — Monkeyshines, no.1 / режиссёры Уильям Диксон и Уильям Хейз
- 1891 — Ньюаркский атлет (Newark Athlete) / режиссёры Томас Эдисон и Уильям Кеннеди Диксон
- 1894 — Доктора Колтона, применявшего веселящий газ при удалении зуба / режиссёр Диксон
- 1894 — Анни Окли
- 1894 — Необъезженный жеребец / режиссёр Диксон
- 1895 — Казнь Марии Шотландской / Execution of Mary, Queen of Scots
- 1895 — Танец Лои Фуллер / Anna Belle Serpentine Dance
- 1896 — Поцелуй / The Kiss
- 1901 — Что случилось на 23 улице в Нью-Йорке / What happened on Twenty-third street, New York City
- 1901 — The Gordon Sisters Boxing
- 1902 — Жизнь американского пожарного / Life of an American Fireman
- 1903 — Большое ограбление поезда / The Great Train Robbery
- 1903 — Чистильщик обуви / The Gay Shoe Clerk
- 1905 — Ночь перед Рождеством / The Night Before Christmas
- 1905 — Маленькое ограбление поезда / The Little Train Robbery
- 1905 — Клептоманка / Kleptomaniac
- 1906 — Три американские красавицы / Three American Beauties
- 1906 — Жизнь ковбоя / The Life of a Cowboy
- 1907 — Пожар в Риме
- 1909 — 1910 — Алиса в стране чудес
- 1909 — 1910 — Фауст
- 1909 — 1910 — Франкенштейн / Frankenstein
- 1909 — 1910 — Когда рыцарство было в цвету
- 1909 — 1910 — Михаил Строгов

### Актёры, снимавшиеся на киностудии «Эдисон»
- Андерсен
- Роберт Томаэ
- Артур Уайт
- Мэри Фуллер